# Látigo (luchador)
Látigo (Naucalpan de Juárez, 24 de agosto de 1996) es un luchador profesional mexicano. Es conocido por su paso por Lucha Libre AAA Worldwide (AAA) donde luchó como rudo (heel), parte del grupo Los Nuevos Vipers, basado en el grupo original Los Vipers.

## Carrera
Latigo debutó en International Wrestling Revolution Group en 2012. En 2014, IWRG lo reempaquetaría como Leo, líder del grupo Tortugas Ninjas. Látigo dejaría el gimmick en algún momento de 2015. Luchador de larga trayectoria en la escena independiente de la Ciudad de México, a lo largo de 2015 y 2016 llamaría la atención como miembro del grupo La Mala Hierba con Fly Warrior y Centvrion.
En mayo de 2018 lucharía su primer combate en Lucha Libre AAA Worldwide en una grabación en Tehuacán. Luchando otro puñado de combates para la promoción en 2018 y 2019, no se convertiría en un habitual hasta 2021.
El 9 de octubre de 2021 en Héroes Inmortales XIV, se formó el grupo Los Nuevos Vipers, el cual estuvo integrado por Látigo, Abismo Negro Jr., Arez, Chik Tormenta y con Psicosis como mentor. El 6 de marzo de 2024, dejó AAA.
Luego de obtener una visa de trabajo, Látigo hizo su debut en Estados Unidos en Garden State Pro Wrestling el 27 de agosto de 2022. Con su compañero de Vipers Arez, el equipo derrotó a los luchadores de Big Lucha Elemental y El Bendito. Haría apariciones regulares en Game Changer Wrestling a lo largo de 2022 e hizo su debut en Pro Wrestling Guerrilla en el evento DINK el 6 de noviembre.
Poco después, Latigo sería invitado a participar en el evento Pro Wrestling Guerrillas Battle of Los Angeles del 7 al 8 de enero de 2023. Perdió su combate de primera ronda ante su compañero luchador Komander, pero lograría una victoria en parejas junto con Black Taurus en un combate de exhibición contra Aramis y Rey Horus en la segunda noche del evento.

## Campeonatos y logros
- International Wrestling Revolution Group
  - Campeonato Intercontinental de Tríos de IWRG (1 vez) - con Arez y Toxin